# Big Neighborhood
Albums de Mike Stern
Who Let the Cats Out?
(2006)
Big Neighborhood est le 14e album solo enregistré en studio par le guitariste de jazz Mike Stern et paru en 2009. L'album a été produit par Jim Beard et est sorti sous le label Heads Up International. Il fut classé 5e au classement Billboard des albums de jazz traditionnel et a été nommé pour les Grammy Award du meilleur album de jazz contemporain. Malgré ces succès, les critiques ne sont pas unanimes.

## Musiciens
- Mike Stern – guitare
- Jim Beard – piano électronique sur Big Neighborhood, Reach, Song for Pepper, Bird Blue et Moroccan Roll, orgue Hammond sur 6th Street et Long Time Gone et piano sur Coupe de Ville et Hope You Don't Mind
- Cindy Blackman – batterie sur Hope You Don't Mind
- Richard Bona – basse et chant sur Reach
- Randy Brecker – trompette sur Hope You Don't Mind
- Terri Lyne Carrington –  batterie sur Song for Pepper, Coupe de Ville et Bird Blue
- Lionel Cordew – batterie sur 6th Street et Long Time Gone
- Chris Minh Doky – basse sur Hope You Don't Mind
- Bob Franceschini – saxophone sur Reach
- Lincoln Goines – basse sur Big Neighborhood, 6th Street, Moroccan Roll et Long Time Gone
- Eric Johnson – guitare sur 6th Street et Long Time Gone
- Bob Malach – saxophone sur Coupe de Ville, Check One et That's All It Is
- Billy Martin – batterie sur Check One et That's All It Is
- John Medeski – clavinet, orgue Hammond sur Check One et piano Wurlitzer, orgue Hammond sur That's All It Is
- Esperanza Spalding – basse et chant sur Song for Pepper, Coupe de Ville et Bird Blue
- Steve Vai – guitare sur Big Neighborhood et sitar sur Moroccan Roll
- Dave Weckl – batterie sur Big Neighborhood, Reach et Moroccan Roll
- Chris Wood – basse sur Check One et That's All It Is

## Liste des titres
Tous les morceaux sont des compositions de Mike Stern.
1. Big Neighborhood - 7:40
2. 6th Street - 7:49
3. Reach - 5:30
4. Song for Pepper - 5:43
5. Coupe de Ville - 4:36
6. Bird Blue - 5:44
7. Moroccan Roll - 7:06
8. Long Time Gone - 7:52
9. Check One - 7:39
10. That's All It Is - 4:52
11. Hope You Don't Mind - 5:18

## Production
- Jim Beard – producteur
- David Boyle – ingénieur du son
- Craig Brock – ingénieur
- Helix Hadar – ingénieur
- Roy Hendrickson – ingénieur
- Phil Magnotti – ingénieur, mixage
- Bill Milkowski – notes de pochette
- John Shyloski – ingénieur
- Ken Sluiter –ingénieur assisant